# Sailly-au-Bois
Sailly-au-Bois ist eine französische Gemeinde mit 287 Einwohnern (Stand 1. Januar 2022) im Arrondissement Arras des Départements Pas-de-Calais. Sie liegt im Kanton Avesnes-le-Comte und ist Mitglied des Kommunalverbandes Sud-Artois.
| Bayencourt (Somme)             | Foncquevillers     |           |
| Coigneux, Bertrancourt (Somme) | Kompass            | Hébuterne |
| Courcelles-au-Bois (Somme)     | Colincamps (Somme) |           |

## Sehenswürdigkeiten

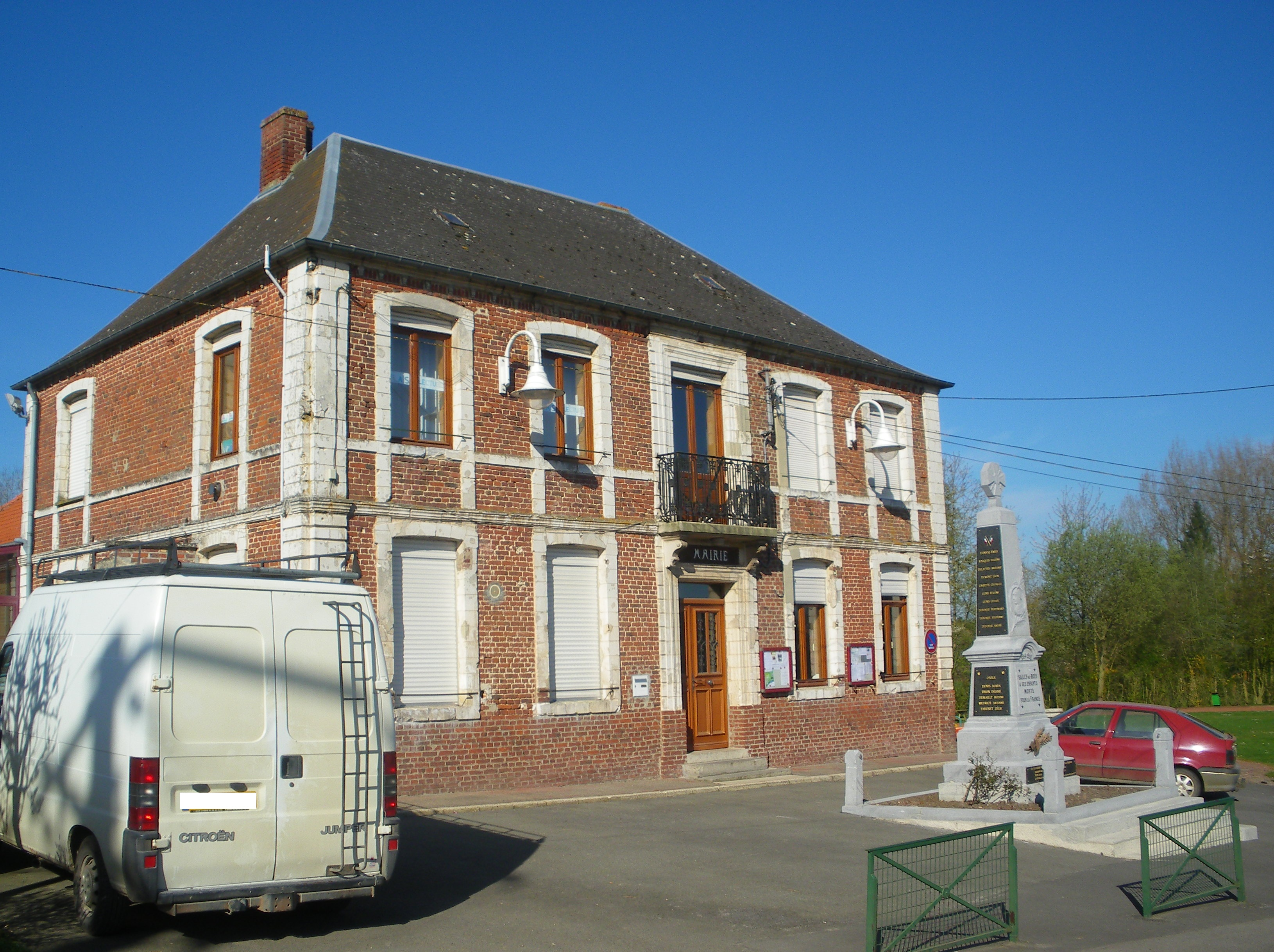
Rathaus von Sailly-au-Bois und Kriegerdenkmal
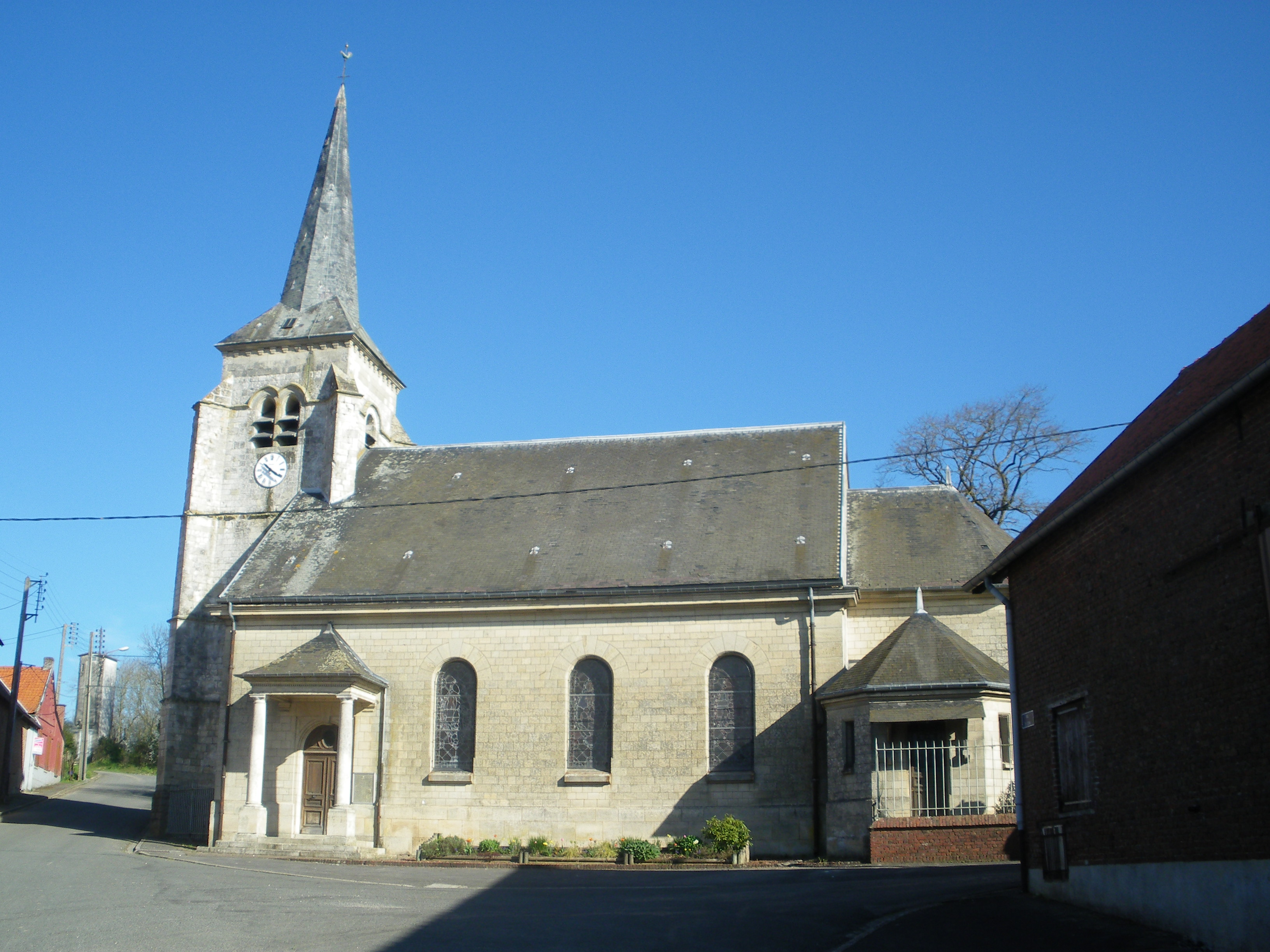
Kirche Saint-Jean-Baptiste
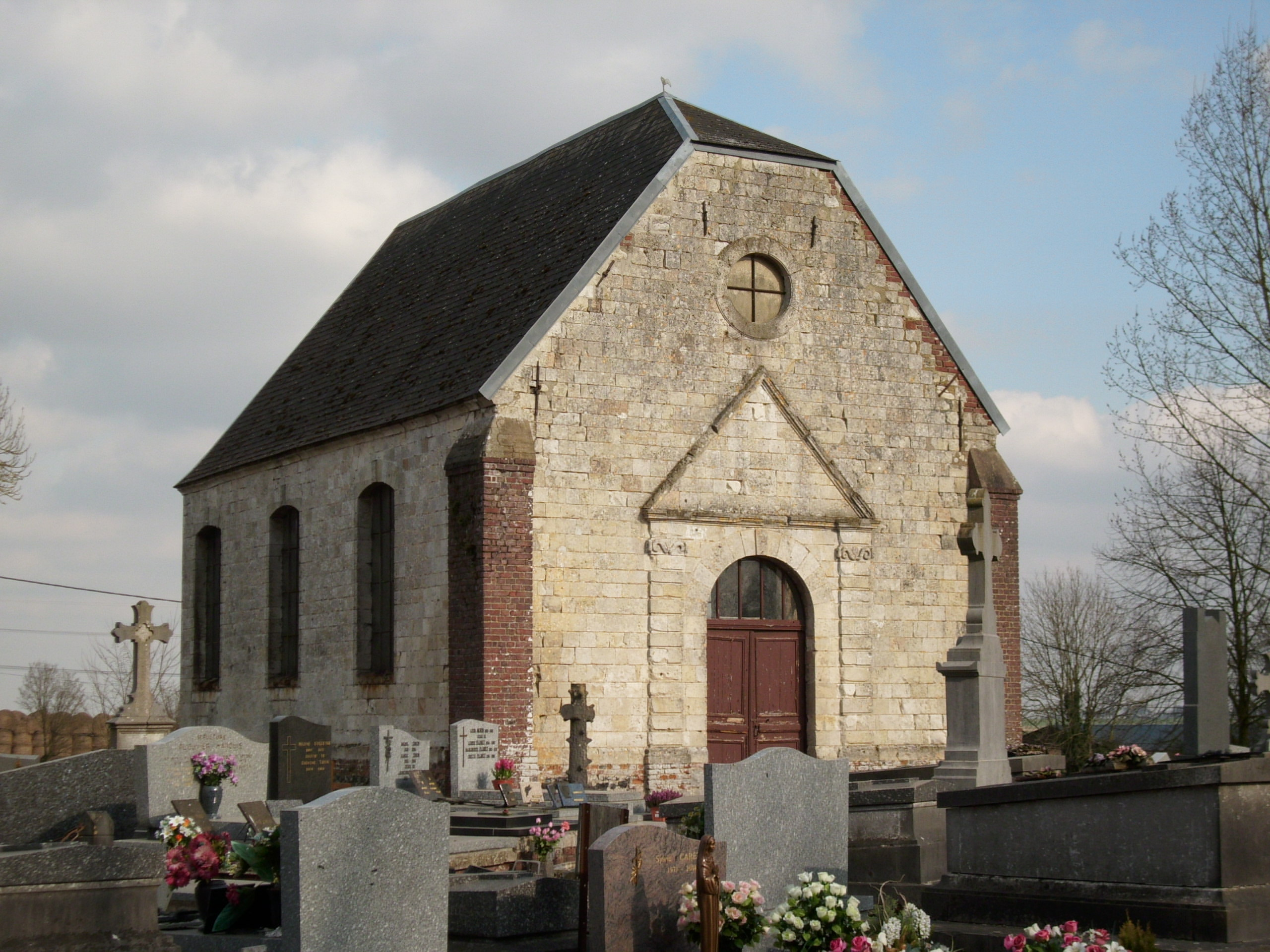
Friedhofskapelle